# Alakazam the Great
Alakazam the Great (西遊記, Saiyūki; lit. "Jornada ao Oeste"), Alakazam - O Mago no Brasil,  é um anime em longa-metragem de 1960, baseado no romance chinês do século XVI, Jornada ao Oeste, e foi um dos primeiros animes a serem lançados nos Estados Unidos e, consequentemente, no ocidente. Osamu Tezuka dirigiu o filme, pela Toei Company. No entanto, Tezuka assumiu que na única vez que foi ao estúdio, apenas posou para fotografias publicitárias. Seu envolvimento na divulgação do filme foi o que lhe trouxe o interesse por animação.

## Enredo
Alakazam é um jovem e corajoso macaco (do gênero Macaca), que foi encorajado por outros macacos a se tornar rei. Depois de tomar o trono, o jovem se torna rude e ditatorial, e não acredita na superioridade do ser humano. Ele então engana/força o mago Merlin a lhe ensinar feitiçaria (Melin relutou, avisando Alakazam que seus novos poderes lhe traria muita infelicidade mais tarde).
Alakazam se torna tão arrugante que abusa no uso de seus poderes e escolhe ir para Majutsu Land (os Céus), para desafiar King Amo, sendo posteriormente derrotado. Como punição, o macaco é sentenciado a servir como o guarda-costas do Príncipe Amat em uma peregrinação para aprender a ser humilde. Ao fim, ele aprende sua lição e se torna um verdadeiro herói.

## Personagens
| Nome               | Dublador original   |
| ------------------ | ------------------- |
| Sun Wukong         | Kiyoshi Komiyama    |
| Lin-Lin            | Noriko Shindō       |
| Zhu Bajie          | Hideo Kinoshita     |
| Sha Wujing         | Setsuo Shinoda      |
| Tang Sanzang       | Nobuaki Sekine      |
| Shakyamuni         | Kunihisa Takeda     |
| Guanyin            | Katsuko Ozaki       |
| Shōryū             | Michiko Shirasaka   |
| Bull Demon King    | Kinshiro Iwao       |
| Princess Iron Fan  | Tamae Kato          |
| Golden Horned King | Kiyoshi Kawakubo    |
| Silver Horned King | Shuichi Kazamatsuri |
| Subhuti            |                     |
| Taibai Jinxing     |                     |
| Erlang Shen        |                     |

## Lançamento no ocidente
O filme foi lançado nos Estados Unidos através da American International Pictures, no dia 26 de julho de 1961. Para o lançamento no ocidente, algumas cenas foram bastante editadas e rearranjadas e o músico Les Baxter foi escalado para compor uma nova trilha-sonora..

### Recepção
Apesar de um grande investimento de marketing, o filme não teve muito sucesso no ocidente, sendo incluído como uma das escolhas do livro The Fifty Worst Films of All Time (Os Cinquenta Piores Filmes de Todos os Tempos), e é o único filme animado presente na publicação.

## Home media
A versão da American International Pictures foi lançada primeiramente em VHS, nos anos 80, pela HBO/Cannon Video (licenciada pela então proprietária Orion Pictures). Mais tarde, foi relançado pela Congress Video Group em 1990, em velocidade reduzida. Em 1995, houve um relançamento pela própria Orion Home Video, em edições de VHS atendendo os formatos pan e scan e widescreen letterbox, além de uma versão widescreen em laserdisc. O filme não foi lançado em DVD e, atualmente, a única forma de assistir oficialmente a produção é através das versões americanas dos serviços de streaming Amazon Prime Video e Epix, propriedade da MGM.